# Сільвія Батай
Сільвія Батай (фр. Sylvia Bataille; уродж. Сільвія Маклес; нар. 1 листопада 1908 у Парижі – пом. 22 грудня 1993 там само) — французька акторка.

## Біографія
Сільвія Маклес вийшла заміж за письменника Жоржа Батая в березні 1928 року. У 1930 році у них народилася дочка Лоранс Батай. Пара розлучилася в 1934 році, але шлюб офіційно розлучили лише в 1946 році.
З 1938 року Сільвія Батай жила з психоаналітиком Жаком Лаканом, за якого вийшла заміж у 1953 році. У 1941 році народилася їхня донька Жудіт Міллер, яка пізніше стала відомою як психоаналітикинею.
Сільвія Батай почала свою акторську кар'єру в театрі, але також рано з'являлася в менших ролях у фільмах. Близько 1930 року вона належала до Compagnie des quinze, з якою виступала в Театрі Старого Коломб'є в Парижі . У 1932 році разом з деякими іншими членами Compagnie des quinze вона перейшла до лівої Groupe Octobre  на чолі з Жаком Превером. Її доробок як кіноактриси включає близько тридцяти постановок між 1930 і 1950 роками. Найвідомішою роллю Сільвії Батай стала роль Генрієтти у фільмі Жана Ренуара «Заміська прогулянка» 1936 року.